# PHYLIP
PHYLIP jest bezpłatnym pakietem w którego skład wchodzi około 30 programów obejmujących większość aspektów analizy filogenetycznej. Posiada on wersje dostępne na wielu platformach komputerowych, w tym: Mac, DOS, UNIX, VAX / VMS i inne.
Kod źródłowy jest napisany w języku programowania C. Od wersji 3.696 jest licencjonowany jako oprogramowanie typu open-source; wersje 3.695 i starsze były prawnie zastrzeżonym oprogramowaniem. Wszystkie programy w pakiecie zawierają pełną dokumentację. Autorem pakietu jest profesor Joseph Felsenstein z Wydziału Nauk Genomu i Wydziału Biologii Uniwersytetu Waszyngtońskiego w Seattle.
Metody dostępne w pakiecie obejmują parsymonię, macierze odległości i metody największej wiarygodności, w tym metodę bootstrap i drzewa konsensusowe. PHYLIP obsługuje następujące typy danych: sekwencje molekularne, częstotliwość występowania genów, miejsca restrykcyjne i fragmenty restrykcyjne, macierze dystansowe i znaki dyskretne.
PHYLIP jest programem z prostym interfejsem korzystającym z wiersza poleceń. Programy w obrębie pakietu wywoływane są przez wpisanie ich nazwy do wiersza poleceń. Większość programów szuka danych w pliku o nazwie „infile”, jeśli go nie znajdą, program poprosi o wpisanie nazwy pliku do odczytu. Musi to być plik tekstowy w kompatybilnym formacie (np. format ASCII – bez specjalnego formatowania). Dane wyjściowe są zapisywane na plikach o nazwach „outfile” i „outtree”. Drzewa filogenetyczne w pliku „outtree” zapisywane są w formacie Newick. Niektóre programy do analizy sekwencji, jak na przykład ClustalW, mogą zapisywać pliki danych bezpośrednio w formacie PHYLIP.
Programy wchodzące w skład pakietu: protpars, dnapars, dnapenny, dnamove, dnacomp, dnaml, dnamlk, proml, promlk, restml, dnainvar, dnadist, protdist, restdist, seqboot, fitch, kitsch, neighbor, contml, contrast, gendist, pars, mix, penny, move, dollop, dolpenny, dolmove, clique, factor, drawgram, drawtree, consense, treedist, retree.